# Noel (Missouri)
Noel – miasto w Stanach Zjednoczonych, w stanie Missouri, w hrabstwie McDonald.